# Chlotrudis Award de Melhor Ator
O Chlotrudis Award de Melhor Ator é um prêmio dado pela Chlotrudis Society for Independent Film para os atores cujo desempenho é avaliado por membros participantes. O Chlotrudis Awards é uma cerimônia anual, onde o melhor do cinema independente e internacional são homenageados.

## Vencendores e indicados

### Anos 1990
- 1995 [1]
- Morgan Freeman — The Shawshank Redemption (empate)
- Wallace Shawn — Vanya on 42nd Street
  - Tom Hanks — Forrest Gump
  - Samuel L. Jackson — Pulp Fiction
  - Tim Robbins — The Shawshank Redemption

- 1996 [2]
- Sean Penn — Dead Man Walking

- - Nicolas Cage — Leaving Las Vegas
  - Martin Donovan — Amateur
  - Harvey Keitel — Smoke
  - Ian McKellen — Richard III
  - Jonathan Pryce — Carrington
  - Linus Roache — Priest

- 1997 [3]
- Billy Bob Thornton — Sling Blade

- - Chris Cooper — Lone Star
  - Jeff Daniels — Fly Away Home
  - William H. Macy — Fargo
  - Tony Shalhoub — Big Night
  - Noah Taylor — Shine

- 1998 [4]
- Russell Crowe — L.A. Confidential

- - Johnny Depp — Donnie Brasco
  - Martin Donovan — Hollow Reed
  - Al Pacino — Donnie Brasco
  - Guy Pearce — L.A. Confidential
  - Kôji Yakusho — Shall We Dance?

- 1999 [5]
- Ian McKellen — Gods and Monsters

- - Evan Adams — Smoke Signals
  - Roberto Benigni — Life is Beautiful
  - Danny DeVito — Living Out Loud
  - Stephen Fry — Wilde
  - Nick Nolte — Affliction
  - Edward Norton — American History X

### Anos 2000
- 2000 [6]
- Kevin Spacey — American Beauty

- - Matthew Broderick — Election
  - Rupert Everett — An Ideal Husband
  - Richard Farnsworth — The Straight Story
  - Bob Hoskins — Felicia's Journey
  - Don McKellar — Last Night
  - Jason Schwartzman — An Ideal Husband
  - Ben Silverstone — Get Real

- 2001 [7]
- Christian Bale — American Psycho

- - Daniel Auteuil — Girl on the Bridge
  - Jamie Bell — Billy Elliot
  - Dan Futterman — Urbania
  - Denis Lavant — Beau Travail
  - Daniel MacIvor — The Five Senses
  - Sean Penn — Sweet and Lowdown
  - Mark Ruffalo — You Can Count on Me
  - Mike White — Chuck & Buck

- 2002 [8]
- John Cameron Mitchell — Hedwig and the Angry Inch

- - Daniel Auteuil — The Widow of Saint-Pierre
  - Javier Bardem — Before Night Falls
  - Robert Forster — Diamond Men
  - Tony Leung Chiu Wai — In the Mood for Love
  - Billy Bob Thornton — The Man Who Wasn't There
  - Tom Wilkinson — In the Bedroom
  - Ray Winstone — Sexy Beast

- 2003 [9]
- Jake Gyllenhaal — Donnie Darko

- - Nicolas Cage — Adaptation
  - Lin Cui — Beijing Bicycle
  - Gael García Bernal — Y Tu Mamá También
  - Anthony LaPaglia — Lantana
  - Adam Sandler — Punch-Drunk Love
  - Stellan Skarsgård — Aberdeen
  - James Spader — Secretary

- 2004 [10]
- Philip Seymour Hoffman — Owning Mahowny

- - Javier Bardem — The Dancer Upstairs
  - Bruce Campbell — Bubba Ho-tep
  - Peter Dinklage — The Station Agent
  - Paul Giamatti — American Splendor
  - Bill Murray — Lost in Translation
  - Campbell Scott — The Secret Lives of Dentists

- 2005 [11]
- Gael García Bernal — Bad Education

- - Tadanobu Asano — Last Life in the Universe
  - Kevin Bacon — The Woodsman
  - Paul Giamatti — Sideways
  - Tony Leung Chiu Wai — Infernal Affairs
  - Jamie Sives — Wilbur Wants to Kill Himself

- 2006 [12]
- Philip Seymour Hoffman — Capote

- - Mathieu Amalric — Kings and Queen
  - Romain Duris — The Beat That My Heart Skipped
  - Bruno Ganz —  Downfall
  - Heath Ledger —  Brokeback Mountain
  - David Strathairn — Good Night, and Good Luck.

- 2007 [13]
- Vincent Lindon — La Moustache

- - Daniel Auteuil — Caché
  - Gael García Bernal — The Science of Sleep
  - Ryan Gosling — Half Nelson
  - Guy Pearce — The Proposition
  - Ray Winstone — The Proposition

- 2008 [14]
- Daniel Day-Lewis — There Will Be Blood

- - Casey Affleck — The Assassination of Jesse James by the Coward Robert Ford
  - Ryan Gosling — Lars and the Real Girl
  - Philip Seymour Hoffman — Before the Devil Knows You're Dead
  - Gordon Pinsent — Away from Her
  - Sam Riley — Control

- 2009 [15]
- Richard Jenkins — The Visitor

- - Brendan Gleeson — In Bruges
  - Sean Penn — Milk
  - Mickey Rourke — The Wrestler
  - Jean Claude Van Damme — JCVD

### Anos 2010
- 2010 [16]
- Colin Firth — A Single Man

- - Nicolas Cage — Bad Lieutenant: Port of Call New Orleans
  - Baard Owe — O' Horten
  - Jeremy Renner — The Hurt Locker
  - Sam Rockwell — Moon

- 2011 [17]
- Philip Seymour Hoffman — Jack Goes Boating (empate)
- Ryan Gosling — Blue Valentine

- - Alexander Siddig — Cairo Times
  - Anthony Mackie — Night Catches Us
  - Colin Firth — The King's Speech
  - Vincent Cassel — L'Instinct de Mort

- 2012 [18]
- Michael Shannon — Take Shelter

- - Chris New — Weekend
  - Javier Bardem — Biutiful
  - Jean Dujardin — The Artist
  - Stellan Skarsgård — A Somewhat Gentle Man
  - Tom Cullen — Weekend

- 2013 [19]
- John Hawkes — The Sessions

- - Denis Lavant — Holy Motors
  - Frank Langella — Robot & Frank
  - Matthias Schoenaerts — De rouille et d'os
  - Matthias Schoenaerts — Bullhead
  - Peter Mullan — Tyrannosaur

- 2014 [20]
- Mads Mikkelsen — Jagten

- - Daniel Radcliffe — Kill Your Darlings
  - Gael García Bernal — No
  - Miles Teller — The Spectacular Now
  - Paul Eenhoorn — This Is Martin Bonner
  - Toby Jones — Berberian Sound Studio

- 2015 [21]
- Tom Hardy — Locke

- - Adam Bakri — Omar
  - Jesse Eisenberg — The Double
  - Masaharu Fukuyama — Soshite Chichi ni Naru
  - Michael Keaton — Birdman
  - Miles Teller — Whiplash

- 2016 [22]
- Christopher Abbott — Locke

- - Bruce Greenwood — Wildlike
  - Jason Segel — The End of the Tour
  - Jemaine Clement — People Places Things
  - Oscar Isaac — A Most Violent Year
  - Paul Dano — Love & Mercy

- 2017 [23]
- Joel Edgerton — Loving

- - Casey Affleck — Manchester by the Sea
  - Theo Taplitz — Little Men
  - Viggo Mortensen — Captain Fantastic
  - Vincent Lindon — La Loi du Marché

- 2018 [24]
- Timothée Chalamet — Call Me by Your Name

- - Adam Driver — Paterson
  - Ethan Hawke — Maudie
  - Harry Dean Stanton — Lucky
  - Nelsan Ellis — Little Boxes
  - Sam Elliott — The Hero

- 2019 [25]
- Alessandro Nivola — Weightless

- - Ben Foster — Leave no Trace
  - Brady Jandreau — The Rider
  - Charlie Plummer — Lean on Pete
  - Ethan Hawke — First Reformed

- 2020 [26]
- Matthias Schoenaerts — The Mustang

- - Antonio Banderas — Dolor y Gloria
  - Jimmie Fails — The Last Black Man in San Francisco
  - Jonathan Pryce — The Two Popes
  - Kelvin Harrison Jr. — Luce